# バニョレージョ
バニョレージョ（伊: Bagnoregio）は、イタリア共和国ラツィオ州ヴィテルボ県にある、人口約3,300人の基礎自治体（コムーネ）。
崩壊により絶壁となった岩山の上に残る中世都市チヴィタ・ディ・バーニョレージョの特異な景観で知られる。

## 地理

### 位置・広がり
ヴィテルボ県のコムーネ。県都ヴィテルボから北へ23kmの距離にある。

#### 隣接コムーネ
隣接するコムーネは以下の通り。括弧内のTRはテルニ県所属を示す。
- オルヴィエート (TR) - 北
- ルビリアーノ - 北東
- カスティリオーネ・イン・テヴェリーナ - 東
- チヴィテッラ・ダリアーノ - 南東
- チェッレーノ - 南
- ヴィテルボ - 南
- モンテフィアスコーネ - 南西
- ボルセーナ - 西

### 気候分類・地震分類
バニョレージョにおけるイタリアの気候分類 (it) および度日は、zona E, 2279 GGである。
また、イタリアの地震リスク階級 (it) では、zona 2B (sismicità media) に分類される。

## 歴史
古代には Novempagi や Balneum Regium と呼ばれた。中世には Bagnorea の名で呼ばれた。
6世紀から9世紀にかけてのイタリアが異民族の侵入に晒された時代、この都市は東ゴート族やランゴバルド人によってしばしば奪われた。カール大帝はこの都市をパトリモニウム・ペトリ (Patrimonium Sancti Petri) の一部に含むべきであると言い、大帝の跡を継いだルートヴィヒ1世は822年にこの都市を教皇領に編入した。
チヴィタ・ディ・バーニョレージョは、13世紀の神学者ボナヴェントゥラ（フランシスコ会総長を務め、のちに列聖された）の出生地として知られる。

## 行政

### 分離集落
バニョレージョには、以下の分離集落（フラツィオーネ）がある。
- Capraccia, Castel Cellesi, Civita, Ponzano, Vetriolo

## 人口

### 居住地区別人口
国立統計研究所（ISTAT）によれば、2001年国勢調査時点での居住地区（Località abitata）別の人口は以下の通り。
| 地区名          | 標高    | 人口  | 備考 |
| --------------- | ------- | ----- | ---- |
| BAGNOREGIO      | 117/625 | 3,639 |      |
| BAGNOREGIO *    | 484     | 2,423 |      |
| CASTEL CELLESI  | 380     | 215   |      |
| CIVITA          | 443     | 15    |      |
| VETRIOLO        | 459     | 498   |      |
| Capraccia       | 525     | 20    |      |
| Poggio Fabbrica | 562     | 16    |      |
| Ponzano         | 511     | 16    |      |
| Salci           | 571     | 36    |      |
| Case Sparse     | -       | 400   |      |

- ISTATは人口統計上、家屋密度の高い centro abitato （居住の中心地区）、密度の低い nucleo abitato （居住の核となる地区）、まとまった居住地区を形成していない case sparse （散在家屋）の区分を用いている。上の表で地名がすべて大文字で示されているものが centro abitato である。「*」印が付されているのは、コムーネの役場・役所 la casa comunale の置かれている地区である。